# James Hickey
Coronel de la 4ª División de Infantería del ejército de los EE. UU. que dirigió la Operación Amanecer Rojo el 13 de diciembre de 2003, en ad-Dawr, una pequeña localidad de Irak cercana a Tikrit, que supuso la captura del expresidente de Irak, Saddam Hussein. El nombre de la operación es por la película de 1984 Amanecer rojo. La misión fue asignada al Equipo de Combate de la 1ª Brigada de la 4ª División de Infantería, comandada por el general de división Raymond Odierno y en operaciones conjuntas con la Task Force 121, una élite y equipo de operaciones especiales conjuntas encubiertas.
Buscaron dos sitios con el nombre en clave de "Wolverine 1" y "Wolverine 2", fuera de la ciudad de ad-Dawr, pero inicialmente no encontraron a Saddam. Una búsqueda exhaustiva entre los dos sitios señalados dio finalmente con Saddam escondido en un "agujero de araña" a las 20:30, hora local de Irak. El expresidente irakí no se resistió a su captura. Las imágenes de un Saddam descuidado, de larga barba y cabellera, y totalmente aturdido, dieron la vuelta al mundo en los días siguientes.
- Datos: Q6136017